# Lawrence Monoson
Lawrence Monoson (Yonkers, 11 de agosto de 1964) é um ator estadunidense de filmes e da televisão.
Seu primeiro filme foi a comédia The Last American Virgin, de 1982, em que ele estrelou como Gary. Seus outros papéis em filmes bem conhecidos estão no filme de terror de 1984 Friday the 13th: The Final Chapter como Ted, e o drama hit de 1985 Máscara como amigo de Rocky Dennis, Ben. Seu filme mais recente é de 2009 um documentário o "His Name Was Jason: 30 Anos de Sexta-Feira 13".
Monoson estrelou em 1990 o curta série de televisão Prince Street. Ele também fez várias aparições em diversos programas de TV diferentes, incluindo Diff'rent Strokes, Beverly Hills, 90210, ER, NCIS, CSI: Crime Scene Investigation, 24 Horas, Without a Trace e Star Trek: Deep Space Nine, como Hovath na 1 ª temporada episódio "The Storyteller". Ele também apareceu em imagens de arquivo a partir desse episódio DS9 's episódio final, "What You Leave Behind".

## Filmografia
- His Name Was Jason: 30 Years of Friday the 13th (2009)
- Guns Before Butter (2005)
- Starship Troopers 2: Heroes of the Federation (2004) (V)
- Marines (2003) (V)
- Black Rose of Harlem (1996)
- And the Band Played On (1993) (TV)
- Gaby: A True Story (1987)
- Mask (1985)
- Friday the 13th: The Final Chapter (1984)
- Diff'rent Strokes (5ª temporada - episódio 13) (1983) (série)
- The Last American Virgin (1982)